# 谢夫特拉恩
谢夫特拉恩（發音：[ˈʃɛftlaʁn]）是德国巴伐利亚州上巴伐利亚行政区慕尼黑县的市镇，面积16.72平方千米，2023年12月31日人口为5,975人。